# 三岔村 (利津县)
三岔村，中华人民共和国山东省东营市利津县北宋镇所辖行政村。位于利津县南部。全村人口328户，1092人(2010年底)。耕地面积1520亩。行政区划代码370522101263。